# Canso Rocks
Die Canso Rocks sind zwei Rifffelsen vor der Westküste der Trinity-Halbinsel im Norden der Antarktischen Halbinsel. Sie liegen 3 km nordwestlich des Notter Point im Westen der Bone Bay.
Das UK Antarctic Place-Names Committee benannte sie am 12. Februar 1964 nach dem Trivialnamen für Flugzeuge des Typs Consolidated PBY, die bei der Falkland Islands and Dependencies Aerial Survey Expedition (1955–1957) zum Einsatz kamen.